# 小行星7437
小行星7437（英語：7437 Torricelli）是一颗围绕太阳公转的小行星。1994年3月12日，V. Goretti、A. Boattini在阿夏戈发现了此天体。
这颗小行星的绝对星等为286.7144889921296等。